# Йозеф Фридрих Ернст (Хоенцолерн-Зигмаринген)
Йозеф Фридрих Ернст Майнрад Карл Антон фон Хоенцолерн-Зигмаринген  (на немски: Joseph Friedrich Ernst Meinrad Karl Anton von Hohenzollern-Sigmaringen; * 24 май 1702 в Зигмаринген; † 8 декември 1769 в дворец Хааг Хайгерлох) е от 1715 до 1769 г. петият княз на Хоенцолерн-Зигмаринген и граф на Хоенцолерн-Хайгерлох (1767 – 1769).
Той е големият син на княз Майнрад II (1673 – 1715) и съпругата му графиня Йохана Катарина фон Монфор-Тетнанг (1678 – 1759), дъщеря на граф Йохан Антон I фон Монфор-Тетнанг (1635 – 1708) и графиня Мария Викторина фон Шпаур и Флавон (1651 – 1688). Брат е на Франц Вилхелм Николаус (1704 – 1737), граф на Берг и Хоенцолерн 1712 г.
След смъртта на баща му Йозеф е до 1720 г. под опекунството на управляващата му майка. Малко след това той отива на австрийска военна служба, където става генерал на кавалерията и генерал-фелдмаршал-лейтенант на Швабския окръг. Император Карл VII го номинира за свой таен съветник.
Йозеф е голям ловец и известен мецен на изкуството.
Йозеф умира на 8 декември 1769 г. в дворец Хааг ам Хайгерлох и е погребан в Зигмаринген.

## Фамилия
Йозеф Фридрих Ернст се жени на 20 май 1722 г. в Йотинген за принцеса Мария Франциска Луиза фон Йотинген-Шпилберг (* 21 май 1703; † 29 ноември 1737), дъщеря на граф (от 1734 княз) Франц Албрехт фон Йотинген-Шпилберг (1663 – 1737) и съпругата му фрайин Йохана Маргарета фон Швенди (1672 – 1727). Тя му донася значимо богатство. Те имат децата:
- Карл Фридрих Леополд Йозеф (9 януари 1724 – 20 декември 1785), княз на Хоенцолерн-Зигмаринген, женен на 2 март 1749 г. в дворец Кайл за графиня Йохана фон Хоенцолерн-Берг (14 април 1727 – 22 февруари 1787)
- Мария Йохана (13 ноември 1726, – 9 април 1793), монахиня в Бухау
- Мария Амалия Франциска (8 май 1729 – 4 март 1730)
- Мария Анна Терезия (*/† 16 август 1736)
- Майнрад Фердинанд Йозеф (20 октомври 1732 – 8 юни 1733)
- син (*/† 1737)

Той се жени втори път на 5 юли 1738 г. за графиня Мария Юдит Катарина Филипина фон Клозен (* 30 април 1718; † 9 май 1743), дъщеря на граф Франц Антон фон Клозен, фрайхер фон Арнсторф. Те имат децата:
- Карл Алберт Йозеф (24 март 1741 – 23 май 1741)
- Мария Амалия Йозефа (29 май 1742 – 27 август 1742)
- Мария Терезия Филипина (15 април 1743 – 11 август 1743)

Йозеф Фридрих Ернст се жени трети път на 22 октомври 1743 г. за графиня Мария Терезия фон Валдбург-Траухбург (* 3 март 1696; † 7 май 1761), дъщеря на граф Кристоф Франц фон Валдбург-Траухбург. Бракът е бездетен.